# Trathala anfracta
Trathala anfracta är en stekelart som beskrevs av Dasch 1979. Trathala anfracta ingår i släktet Trathala och familjen brokparasitsteklar. Inga underarter finns listade i Catalogue of Life.